# جان اتریشی
یوهان (خوان) اتریشی، (به آلمانی: Johann von Österreich)، (به اسپانیایی: Juan de Austria)، (زاده ۲۴ فوریه ۱۵۴۷ - درگذشته ۱ اکتبر ۱۵۷۸) فرزند نامشروع کارل پنجم بود.
سپس یک فرمانده ارتشی شد و در خدمت فیلیپ دوم اسپانیا بوده و در جنگ لپانتو در ۱۵۷۱ بر ضد عثمانی‌ها پیروز شد.
یوهان در رگنسبورگ، بایرن زاده شده مادر وی باربارا بلومبرگ بود.